# 告白/僕らのあしあと
「告白／僕らのあしあと」（こくはく／ぼくらのあしあと）は、supercellの5枚目のシングル。2012年3月7日にSony Recordsから発売された。

## 概要
前作『My Dearest』から約4か月でのリリースとなる2012年1作目のシングル。「告白」は、テレビアニメ『ギルティクラウン』の後期エンディングテーマ、「僕らのあしあと」は、テレビアニメ『ブラック★ロックシューター』のエンディングテーマに起用された。販売形態はギルティクラウン盤（A）、ブラック★ロックシューター盤（B）の2種類のバージョンに初回限定盤と通常盤を含めた4仕様からなる。ディスクジャケットは、ギルティクラウン盤がredjuice、ブラック★ロックシューター盤がhukeがそれぞれ手掛けている。 
初回限定盤A、B同梱のDVDには、「告白」および「僕らのあしあと」のPVの他、「ギルティクラウン」トレーラー130sec、「ギルティクラウン」オープニングノンクレジットムービーが収録されている。 
展覧会に展示された『僕らのあしあと』という絵を描くことがテーマのため、キャラクターを入れないか、入れても極力弱めて表現されている。そのため、hukeはキャラなしが未経験だったので苦労したことを明かしている。なお、描く際は事前に聴いた曲を頭にイメージしながら行われた。

## 収録曲
（全作詞・作曲・編曲：ryo）

### ギルティクラウン盤
（時間：29分14秒、規格品番：SRCL-7881〜2〈初回生産限定盤〉・SRCL-7885〈通常盤〉）
1. 告白 [5:26]
テレビアニメ『ギルティクラウン』後期エンディングテーマ
supercellらしさをシンプルに出して制作された次のアルバムを視野に入れた曲。制作に際し『ギルティクラウン』のラストシーンを監督に聞いた上でその内容を脳内に描きながら書かれた[1]。
こゑだの地声に近い男性目線から歌っており、ボーカロイドで自からの胸の内を代弁した『supercell』（アルバム）に通じるものがある[1]。
2. 僕らのあしあと [7:06]
テレビアニメ『ブラック★ロックシューター』エンディングテーマ
hukeは『ブラック★ロックシューター』に関するアニメやゲームを作るなど多方面で活躍していたが、ryoは『ブラック★ロックシューター』に関してはアニメ化が発表されるまで初音ミクによるブラック★ロックシューター以降殆ど関わっておらず実質的には「hukeのサクセスストーリー」となっている。そのためryoとhukeの2人の辿った道のり（足跡）を残す意味で「僕らのあしあと」というタイトルが付けられた[2]。
内容は裏世界のブラック★ロックシューターと、現実世界の自分との繋がりがテーマになっており、自分を振り返ったという意味では関連性があるものになっている[2]
また、supercellのシングル曲としては初の7分越えとなった大作である。アウトロが長く、それは約1分半に及ぶ。
3. カレ [4:06]
4. 告白（TV Edit） [1:33]
5. 告白（Instrumental）
6. カレ（Instrumental）
7. 告白（TV Edit）（Instrumental）

DVD（初回限定盤のみ）
1. 告白 Music Clip
2. 「ギルティクラウン」トレーラー130sec. (Ver.2)
3. 「ギルティクラウン」Endingノンクレジットムービー

### ブラック★ロックシューター盤
（時間：30分54秒、規格品番：SRCL-7883〜4〈初回生産限定盤〉・SRCL-7886〈通常盤〉）
1. 僕らのあしあと
2. 告白
3. カレ
4. 僕らのあしあと（TV Edit） [1:33]
5. 僕らのあしあと（Instrumental）
6. カレ（Instrumental）
7. 僕らのあしあと（TV Edit）（Instrumental）

DVD（初回限定盤のみ）
1. 僕らのあしあと Music Clip
2. 「ブラック★ロックシューター」SPOT Type A
3. 「ブラック★ロックシューター」SPOT Type B
4. 「ブラック★ロックシューター」トレーラー
5. 「ブラック★ロックシューター」Ending Special Editムービー